# 박효준 (야구 선수)
박효준(1996년 4월 7일 ~ )은 현 메이저 리그 오클랜드 애슬레틱스의 외야수, 내야수이다.

## 아마추어 시절
대형 유격수감으로 큰 주목을 받았다. kt 위즈에서 우선 지명으로 잡으려고 했으나 해외 진출에 뜻이 있어 포기했다. 연고지 팀인 SK 와이번스가 1차 지명으로 붙잡으려 했으나 해외 진출을 강력하게 원해서 포기했다.

## 미국 프로야구 시절

### 뉴욕 양키스시절
2015년에 입단하였다.

### 피츠버그 파이리츠시절
2021년 7월에 트레이드를 통해 입단하였다.

### 보스턴 레드삭스시절
2022년 11월에 입단하였다.

### 애틀랜타 브레이브스시절
2022년 12월에 입단하였다.

## 출신 학교
- 서울가동초등학교
- 잠신중학교
- 야탑고등학교